# Merulo (nome)
Merulo  è un nome proprio di persona italiano maschile.

## Varianti in altre lingue
- Catalano: Mérul[3]
- Latino: Merulus[1]
- Polacco: Merul
- Spagnolo: Mérulo[3]

## Origine e diffusione
Nome di scarsissima diffusione, portato da un santo monaco medievale; potrebbe essere ricondotto al latino merulus, merula, che indicava sia il merlo che un tipo di pesce (il tordo merlo). Nella forma Merula era inoltre un supernomen adottato da alcuni membri della gens Cornelia.

## Onomastico
L'onomastico si festeggia il 17 gennaio in onore di san Merulo, monaco presso Sant'Andrea sul Celio ai tempi di San Gregorio Magno.